# Challenge Desgrange-Colombo
Le Challenge Desgrange-Colombo foi uma classificação para determinar o melhor ciclista da cada temporada e que existiu entre 1948 e 1958. Ao acabar a Segunda Guerra Mundial começaram a surgir as primeiras ideias de troféus para premiar aos melhores ciclistas do mundo. Assim se criou a Challenge Desgrange-Colombo (em honra aos jornalistas e organizadores ciclistas Henri Desgrange e Emilio Colombo, organizada pelos diários L'Équipe, La Gazzetta dello Sport, Het Nieuwsblad-Sportwereld e Les Sports.
Em função das classificações ao Tour de France, Giro d'Italia, Milão-Sanremo, Paris-Roubaix, Volta à Flandres, Flecha Valona, Paris-Bruxelas, Paris-Tours e Giro de Lombardia escolhia-se ao melhor ciclista da temporada. Em 1949 acrescentou-se a Volta na Suíça, em 1951 a Liège-Bastogne-Liège e em 1951 a Volta a Espanha.
O objectivo desta classificação era pressionar aos melhores ciclistas da época a participar nas carreiras que conformavam a Desgrade-Colombo.
O primeiro vencedor foi o belga Alberic Schotte (vencedor da Volta à Flandres e o Campeonato do mundo de ciclismo de estrada). O suíço Ferdi Kubler ganhou a Challenge três vezes (1950, 1952 e 1954), igual como Fred De Bruyne, vencedor das três últimas edições.

## Palmarés
| Ano  | Primeiro         | Segundo         | Terceiro         | Quarto            | Quinto          |
| ---- | ---------------- | --------------- | ---------------- | ----------------- | --------------- |
| 1948 | Briek Schotte    | Fermo Camellini | Gino Bartali     | Fiorenzo Magni    | Vito Ortelli    |
| 1949 | Fausto Coppi     | Gino Bartali    | Fiorenzo Magni   | Nado Logli        | Adolfo Leoni    |
| 1950 | Ferdi Kübler     | Fiorenzo Magni  | Hugo Koblet      | Fausto Coppi      | Gino Bartali    |
| 1951 | Louison Bobet    | Ferdi Kübler    | Fiorenzo Magni   | Hugo Koblet       | Gino Bartali    |
| 1952 | Ferdi Kübler     | Fausto Coppi    | Stan Ockers      | Briek Schotte     | Jean Robic      |
| 1953 | Loretto Petrucci | Louison Bobet   | Stan Ockers      | Pasquale Fornara  | Ferdi Kübler    |
| 1954 | Ferdi Kübler     | Raymond Impanis | Louison Bobet    | Germain Derijcke} | Roger Decock    |
| 1955 | Stan Ockers      | Louison Bobet   | Jean Brankart    | Hugo Koblet       | Germain Derycke |
| 1956 | Fred De Bruyne   | Stan Ockers     | Jean Forestier   | André Vlaeyen     | Louison Bobet   |
| 1957 | Fred De Bruyne   | Raymond Impanis | Gastone Nencini  | Louison Bobet     | Miguel Poblet   |
| 1958 | Fred De Bruyne   | Rik van Looy    | Jacques Anquetil | Miguel Poblet     | Ercole Baldini  |